# Горња Јагодња
Горња Јагодња је насељено мјесто у Равним Котарима, у сјеверној Далмацији. Припада општини Полача у Задарској жупанији, Република Хрватска.

## Географија
Налази се 12 км сјевероисточно од Биограда и 7 км југозападно од Бенковца.

## Историја
До територијалне реорганизације у Хрватској насеље се налазило у саставу бивше велике општине Бенковац. Горња Јагодња се од распада Југославије до августа 1995. године налазила у Републици Српској Крајини.

## Култура
У Горњој Јагодњи се налази храм Српске православне цркве Св. Симеона из 18. вијека.

## Становништво
Према попису из 1991, године, Горња Јагодња је имала 490 становника, од чега 474 Србина, 9 Хрвата и 7 осталих. Према попису становништва из 2001. године, Горња Јагодња је имала 46 становника. Горња Јагодња је према попису из 2011. године имала 85 становника.
| Националност       | 1991. | 1981. | 1971. | 1961. |
| Срби               | 474   | 442   | 583   | 611   |
| Југословени        |       | 57    |       |       |
| Хрвати             | 9     | 11    | 15    | 11    |
| остали и непознато | 7     | 24    | 5     |       |
| Укупно             | 490   | 534   | 603   | 622   |

| Демографија | Демографија | Демографија |
| Година      | Становника  | Становника  |
| ----------- | ----------- | ----------- |
| 1961.       | 622         |             |
| 1971.       | 603         |             |
| 1981.       | 534         |             |
| 1991.       | 490         |             |
| 2001.       | 46          |             |
| 2011.       |             | 85          |

## Попис 1991.
На попису становништва 1991. године, насељено место Горња Јагодња је имало 490 становника, следећег националног састава:
| Попис 1991.‍  | Попис 1991.‍  | Попис 1991.‍ | Попис 1991.‍ | Попис 1991.‍ |
| ------------ | ------------ | ----------- | ----------- | ----------- |
|              |              |             |             |             |
| Срби         | Срби         |             | 474         | 96,73%      |
| Хрвати       | Хрвати       |             | 9           | 1,83%       |
| остали       | остали       |             | 1           | 0,20%       |
| неопредељени | неопредељени |             | 1           | 0,20%       |
| непознато    | непознато    |             | 5           | 1,02%       |
| укупно: 490  |              |             |             |             |

## Презимена
- Вучичевић — Православци
- Голић — Православци
- Гулић — Православци
- Зечевић — Православци
- Инић — Православци
- Кереш — Православци
- Марчић — Православци
- Миљевић — Православци
- Мусулин — Православци
- Поповић — Православци
- Радић — Православци
- Ћосо — Православци
- Ћупић — Православци
- Црнобрња — Православци
- Чорак — Римокатолици